# Denk Gusztáv
Vitéz kistoronyi Denk Gusztáv (Nagyszeben, 1882. március 18. – Bécs, 1960. február 25.) magyar lovassági tábornok, altábornagy, a Honvédség főparancsnokának helyettese, magyar királyi titkos tanácsos, a vitézi rend tagja.

## Élete
1903-ban végezte el a bécsújhelyi katonai akadémiát. Az első világháborúban vezérkari őrnagyként vett részt.
1919-ben Szegeden a tiszti különítmény tagja volt. A miskolci katonai körzet vezérkari főnöki beosztásból (ezt betöltötte: 1919. szeptember 1-től 1921. augusztus 1-ig) került vezérkari ezredesként 1921-ben a Kormányzó Katonai Irodájába, ahol előbb beosztott (1922. március 31-től), majd Láng Boldizsár utódaként a Kabinetiroda főnöke lett (1928. július 17). Ezzel egyidőben kinevezték az I. vegyesdandár parancsnokának is.
Rövid szolgálatát követően tábornokként (1928. szeptember 1-től), majd altábornagyként (1935. november 1-től) a honvédség különböző magasabb parancsnoki beosztásaiban tevékenykedett. 1929. november 1-től a Honvédelmi Minisztérium Elnökség vezetője, 1933. május 1-től az 1. lovasdandár parancsnoka, 1935. február 1. és 1938. december 31. között a Honvédség Főparancsnokának lovassági szemlélője volt. 1938. május 1-től lovassági tábornok, 1939. február és 1940. március 1. között a tisztképzés- és nevelésügyi szemlélő beosztást is betöltötte. 1939. április 24-től magyar királyi titkos tanácsos.
Legmagasabb beosztása a Honvédség főparancsnokának helyettese, amely pozíciót 1938. május 1-től 1940. március 1-ig töltötte be. 1940. március 1-én nyugállományba vonult.
1957 decemberében Ausztriába emigrált, Bécsben hunyt el 1960. február 25-én.